# Famille Ambrózy
La famille Ambrózy de Séden (en hongrois : sédeni Ambrózy család) est une famille noble hongroise.

## Origines
La famille est originaire du comté de Vas. Don de blason du roi Matthias II en 1610. Une branche reçoit le titre de baron en 1838 et celui de comte en 1913.

## Membres notables
- Ágoston Ambrózy (1879-1968), avocat.
- Ágoston Ambrózy (hu) (1914-1998), écrivain, poète et traducteur.
- baron Béla Ambrózy (hu) (1839-1911), capitaine, membre du parlement (1887-1896), chambellan KuK et l'un des fondateurs de l'apiculture hongroise.
- comte István Ambrózy-Migazzi (hu) (1869-1933), juriste, membre de la Chambre des magnats, grand propriétaire, botaniste et dendrologue. Marié à la comtesse Antonia Migazzi en 1892, il relève ce nom, alors éteint en ligne masculine, en 1918.
- baron Lajos Ambrózy (1831°), parlementaire (1865-1868), membre de la Chambre des magnats.
- Lajos Ambrózy (1868-1945), conseiller de légation, diplomate.
- Sándor Ambrózy (hu) (1903-1992) sculpteur, restaurateur